# Godshuizen Ondermarck

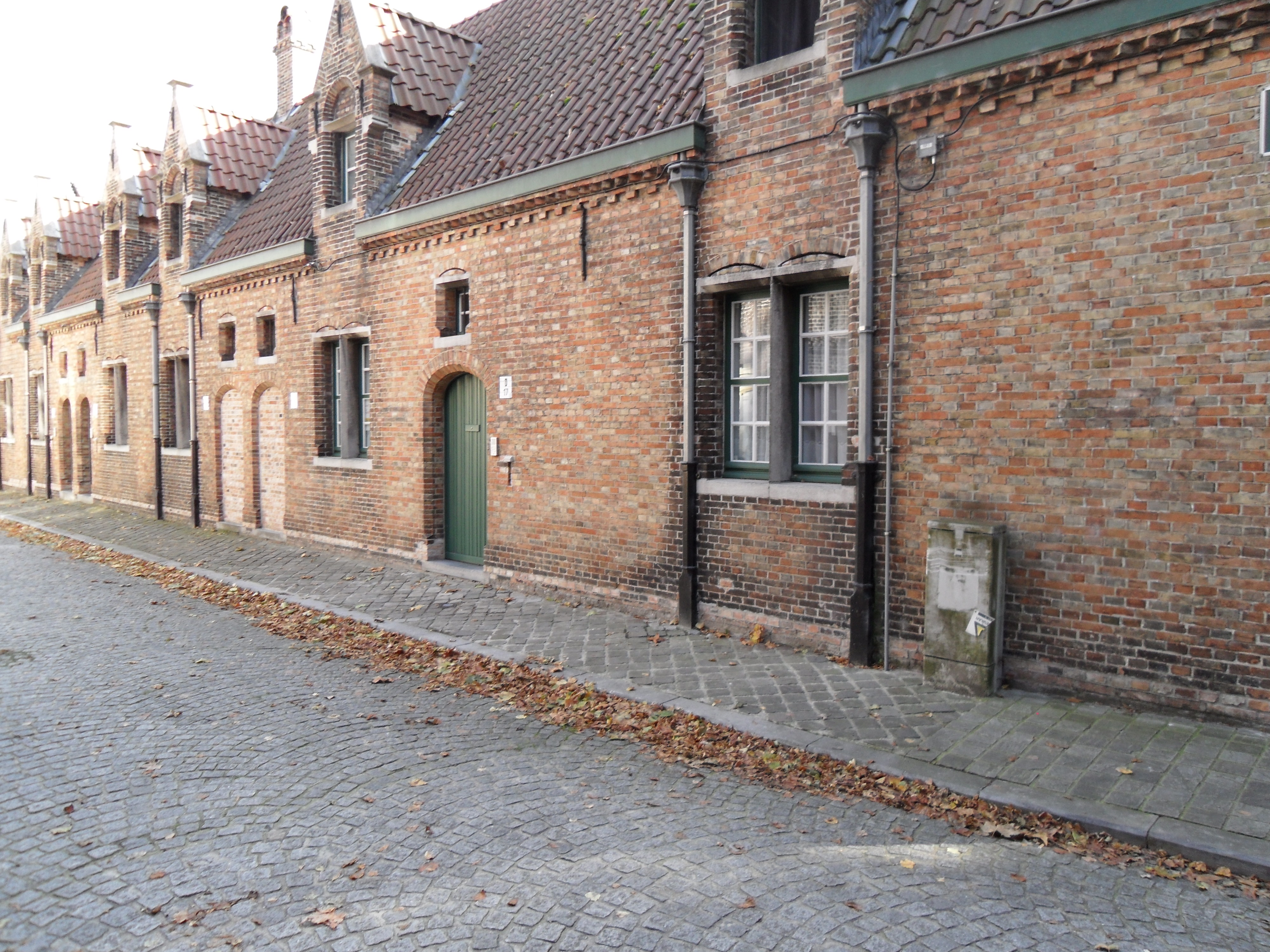
Van Voldenstraat

De godshuizen Ondermarck bevinden zich in de Belgische stad Brugge, in de 18de-19de eeuw in het Bilkske, vanaf 1903-1905 in de Van Voldenstraat.

## Geschiedenis
De vijf godshuizen met een kleine kapel werden opgericht door de kinderen van Jan Ondermarck en Anna Play, meer bepaald door de gezusters Isabella († 1719) en Catharina Ondermarck († 1729), die ze bestemden voor vijf "arme regelsusters", leden van de derde orde van de H. Dominicus. De familie Ondermarck had een bijzondere band met de dominicanen. De twee stichteressen waren "geestelijke dochters”, die een vroom leven buiten het klooster leidden als derde-ordelingen van Sint-Dominicus. Hun zus, zuster Marie-Rose († 1739), was dominicanes in het Brugse klooster Engelendale en hun drie broers waren dominicaan: Thomas († 1709), Vincentius († 1723) en Dominicus († 1741). 
De huisjes bestonden al toen ze door de twee zussen werden aangekocht. Ze waren eigendom van Nicolaas Mayaert en waren gelegen in het Bilkske, in de onmiddellijke nabijheid van het predikherenklooster. Ze werden beheerd door de prior van de paters predikheren. De aankoop dateerde van 1710 en de stichting van de Fundatie Sint Catharina van Sienna werd op 16 december 1710 voor de schepenen van Brugge geofficialiseerd.
Begin 19de eeuw werden de huisjes, zoals alle godshuizen, eigendom van de Burgerlijke godshuizen. Er werd door deze instelling niet altijd de nodige zorg aan zijn patrimonium besteed, zodat tegen het begin van de twintigste eeuw de huisjes bouwvallig waren. Ze werden gesloopt en de grond verkocht aan de parochie Sint-Anna, die er in 1903-1905 een hulpkerk bouwde, die in 1962 de kerk werd voor de nieuwe parochie van de Heilige Familie (1962-2014).
In de Van Voldenstraat werd een nieuw godshuizencomplex opgericht, naar een ontwerp van architect Jozef Coucke. Er werd de naam aan gegeven van verschillende godshuisstichtingen waarvan de huizen om de een of andere reden waren verdwenen, met daaronder enkele huizen die de naam Stichting Ondermarck kregen.

## Afbeeldingen
- De kunstcollectie van het OCMW bewaart een 18de-eeuws schilderij van de hand van een onbekende schilder, dat ooit in de kapel van de stichting hing, en waarop de zes broers en zussen van de familie Ondermarck (of Oudermarck) staan afgebeeld. Ook de godshuizen staan er op afgebeeld.
- In de collecties van handschriften afkomstig van de Brugse historicus Charles Custis en bewaard in de Universiteitsbibliotheek in Gent, berust een lavistekening van de godshuizen Ondermarck.